# Gentianella propinqua
Gentianella propinqua là một loài thực vật có hoa trong họ Long đởm. Loài này được (Richardson) J.M.Gillett mô tả khoa học đầu tiên năm 1957.